# 춘천인형극장
춘천인형극장(春川人形劇場)은 2001년 5월에 강원특별자치도 춘천시 영서로 3017(사농동)에 지어졌다.
춘천시가 지원을 하여 지었고 (재)춘천인형극제가 임대를 하는 형식으로 운영을 하고 있다가 지금은춘천시문화재단에서 하고 있다.
처음에는 '인형극전문극장'을 내세웠으나 운영이 어려워 다른 분야 공연도 유치하고 있으며 이 때문에 인형극인들로부터 원성을 듣고 있기도 하다.
2012년에는 그 동안 쌓인 적자와 관람객 감소 등 운영상 어려움 때문에 춘천시가 춘천인형극제 재단과 맺었던 위탁 운영계약을 해지하고 운영권을 춘천시문화재단에 넘겼으며, 이재수가 춘천인형극제 재단 이사장이 되면서 2015년에는 춘천시문화재단이 갖고 있는 극장 운영 예산편성 권한과 시설 사용허가권 등 운영권을 다시 춘천인형극제 재단으로 넘겨달라고 요구하면서 갈등이 생기기도 했다.
터 안에 2004년 8월에 개관한 춘천인형극박물관이 함께 있다.

## 같이 보기
- 춘천인형극제
- 인형극